# Charles Ericksen
Karl Fredrik „Charles” Ericksen (ur. 20 czerwca 1875 w Tønsbergu, zm. 23 lutego 1916 w Brooklynie) – norwesko-amerykański zapaśnik.
W 1904 wystartował na igrzyskach olimpijskich w wadze półśredniej w stylu wolnym. Zdobył wówczas złoty medal po pokonaniu kolejno Jerry’ego Winholtza w ćwierćfinale, Williama Hennessy’ego w półfinale i Williama Beckmana w finale. Międzynarodowy Komitet Olimpijski klasyfikuje go obecnie jako reprezentanta Nowrwegii, pomimo tego, że Ericksen w czasie igrzysk na stałe mieszkał w Stanach Zjednoczonych (od 18 lipca 1889). Amerykańskie obywatelstwo otrzymał 22 marca 1905. Reprezentował klub Brooklyn Norwegier Turnverein.
Po zakończeniu kariery był działaczem sportowym. Pełnił m.in. funkcję prezesa Scandinavian-American Athletic League. Zmarł 23 lutego 1916 w Brooklynie z powodu zatrucia tlenkiem węgla. Pogrzeb odbył się 26 lutego 1916.